# Ольшевський Мелентій Якович
Меле́нтій Я́кович Ольше́вський (1816—1895) — російський військовий письменник, генерал від інфантерії, учасник Кавказької та Кримської воєн.

## Біографія
Народився 11 лютого 1816 р. в м. Борго у Великому князівстві Фінляндському, де було розташовано полк, у якому служив його батько. Дитинство Ольшевського пройшло в родовому маєтку у Гродненській губернії.
1826 р. вступив до 1-го кадетського корпуса, після закінчення якого 22 квітня 1833 р. був випущений прапорщиком до 1-ї артилерійської бригади й обіймав посаду бригадного ад'ютанта. 1838 р. з бригади, зі званням поручика, вступив до Імператорської військової академії. 1840 р., закінчивши академію, був зарахований до Гвардійського Генерального штабу і 1841 р. отримав призначення на Кавказ. Служити на Кавказі Ольшевський розпочав у Ставрополі з посади офіцера для спеціальних доручень у штабі військ Чорноморської смуги. У 1844—1853 рр. перебував у військах Лівого флангу Кавказької лінії, був на посаді квартирмейстера 20-ї піхотної дивізії. У 1845 р. за відзнаку у справах з гінцями здобув звання капітана, а 1850 р. надано військове звання підполковника й нагороджено золотою напівшаблею з написом «за хоробрість». 1852 р. було обрано членом-співробітником Російського географічного товариства й нагороджено орденом св. Володимира 4-го ступеня з бантом. Рік потому, 26 листопада, був нагороджений орденом св. Георгія 4-го ступеня за вислугу 25 років в офіцерських чинах.
1853 р. надано військове звання полковника й призначено командиром Бельовського піхотного полку, з яким в часи Кримської війни брав участь у складі загону генерала Бебутова у численних справах із турками, враховуючи Курюк-Дара. За відзнаку, 24 липня 1854 р., було надано військове звання генерал-майора. 1855 р. призначений командиром Лівого флангу Лезгінської лінії, а 1856 р. — начальник штабу корпуса, що був на Турецькому кордоні.
З 1856 по 1861 рр. був черговим генералом Кавказької армії, в 1856 р. був нагороджений орденами св. Станіслава 1-го ступеня та св. Анни 1-го ступеня. 23 квітня 1861 р. надано військове звання генерал-лейтенанта й призначено начальником Кавказької резервної дивізії. 1864 р. командував військами Кубанської області. У 1865 р. був переведений до центральної Росії, почергово командував 9-ю та 15-ю піхотними дивізіями, а також нагороджений орденом св. Володимира 2-го ступеня. 1873 р. був призначений перебувати в запасних військах.
Під час російсько-турецької війни 1877—1878 рр. намагався повернутися до строю, та його прохання не брали до уваги. 30 серпня 1881 р. йому було надано звання генерала від інфантерії та призначено членом Олександрівського комітету про поранених. 1883 р. з нагоди 50-річного ювілею служби в офіцерських чинах нагороджений орденом св. Олександра Невського.
Помер 1 березня 1895 року, похований на Новодівочому цвинтарі в Санкт-Петербурзі.
Мелентій Якович залишив по собі видатний твір мемуарно-історичного характеру: «Кавказ с 1841 по 1866 год». Публікація тексту затрималася на багато років, фрагменти друкувалися у багатьох провідних періодичних виданнях Кавказу та Росії й лише 2003 року, під однією обкладинкою, текст було повністю надруковано в Санкт-Петербурзі. Роботу Ольшевського високо цінували такі визнані авторитети як військовий міністр Д. О. Милютін, історики М. І. Венюков та П. О. Бобровський. Крім спогадів він надрукував у періодиці кілька статей військового, географічного та етнографічного характеру.